# St. Silvester (Airischwand)

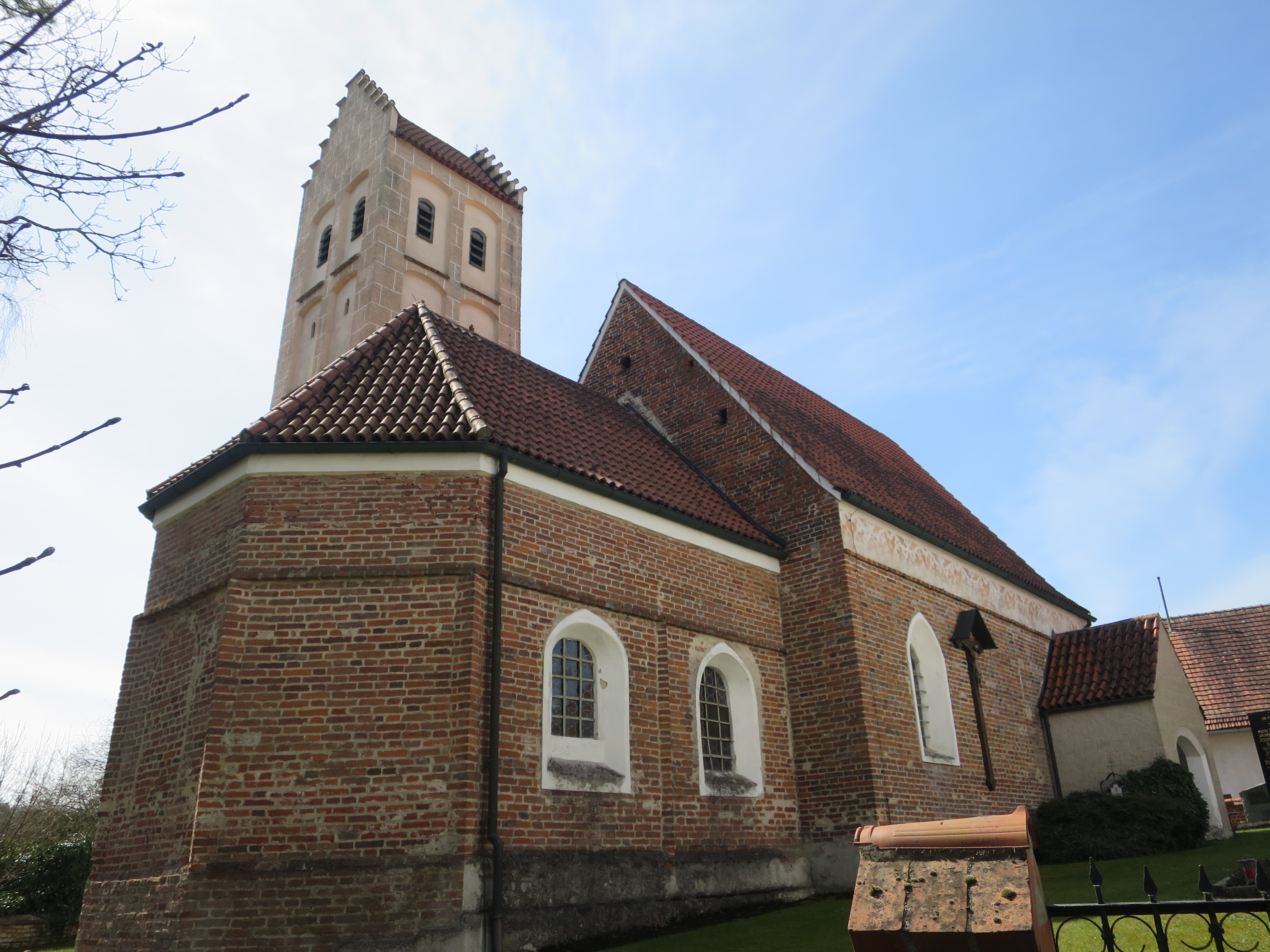
St. Silvester in Airischwand

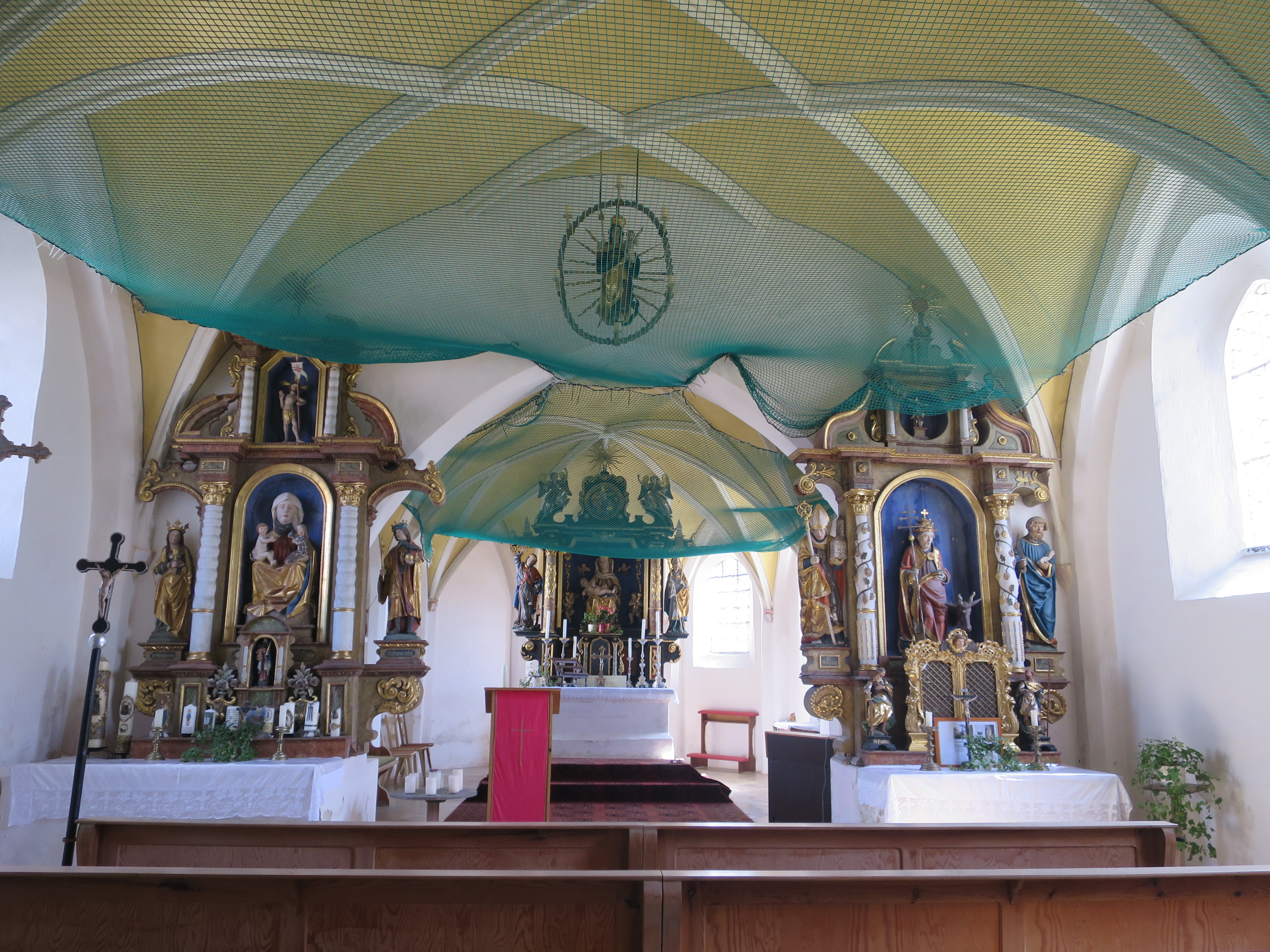
Innenraum

Die römisch-katholische Filialkirche St. Silvester steht in Airischwand, einem Gemeindeteil des Marktes Nandlstadt im Landkreis Freising in Oberbayern. Das Bauwerk ist in der Liste der Baudenkmäler in Nandlstadt unter der Nr. D-1-78-144-25 eingetragen. Die Kirche gehört zur Pfarrei Hörgertshausen und damit zum Dekanat Freising im Erzbistum München und Freising.

## Beschreibung
Das Langhaus und der eingezogene Chor mit Fünfachtelschluss im Osten der spätgotischen Saalkirche wurden aus unverputzten Backsteinen errichtet, der verputzte Chorflankenturm an der Südwand des Chors ist mit einer Quaderung versehen. In seinem obersten Geschoss steht der Glockenstuhl. Zwischen Staffelgiebeln befindet sich sein Satteldach. 
Der Innenraum ist mit Netzgewölben überspannt. Der Hochaltar wird von den Statuen des Erzengels Michael und des Blasius von Sebaste flankiert. Auf dem Altarretabel ist eine Thronende Madonna dargestellt. Im Langhaus befinden sich ein Kruzifix und eine Mater Dolorosa, die um 1700 entstanden sind.